# Gabriel Høyland
Gabriel Høyland (født 10. februar 1955 i Bryne, Norge) er en norsk tidligere fodboldspiller (angriber) og -træner. Han tilbragte hele sin 17 år lange karriere hos Bryne FK i sin fødeby, og stod også af to omgange i spidsen for holdet som træner.
Høyland spillede desuden 22 kampe og scorede tre mål for Norges landshold, som han debuterede for i maj 1975 i et opgør mod Finland.